# Lasioglossum pauperatum
Lasioglossum pauperatum är en biart som först beskrevs av Gaspard Auguste Brullé 1832.  Lasioglossum pauperatum ingår i släktet smalbin, och familjen vägbin. Inga underarter finns listade i Catalogue of Life.